# 天まであがれ
『天まであがれ』（てんまであがれ）は、1974年10月5日から1975年3月29日までNET（現：テレビ朝日）系列で放送された学園ドラマ。全26回。放送時間は毎週土曜20:00 - 20:55（JST）。
なお1967年に『近鉄金曜劇場』（朝日放送制作・TBS系列）で放送された『天まであがれ』や、1982年と1983年に『グランド劇場（現：土曜ドラマ）』（日本テレビ系列）で放送された『天まであがれ!』との関係は無い。

## 概要
舞台は東京郊外のある小学校。
久保田先生が産休に入り、その補助教師として仁科啓作が赴任した。啓作はあふれる情熱と強い正義感を持ち、それ故、教育の現状に不信を持って校長やベテラン教師たちと対立することもよくあった。そんな啓作ら世代、考えの違う教師たちを中心に、教師が生徒たちの気持ちをつかみ、そこから生まれる師弟愛、恋愛、友情などを描き、ドラマと共に正しい教育とは何かを探っていった。
当時、朝日新聞に連載されていた『いま学校で』を参考にして、教育現場が抱えていた様々な問題・テーマを一つ一つ取りあげ、ドラマ化していくという趣向であった。脚本を担当した高橋玄洋も二児の父親であり、「自分の体験から現場の教育を考えていきたい」と話している。

## 出演者
- 仁科啓作：黒沢年男
- 大里軍平：中山仁
- 合川ユキ子：和泉雅子
- 青木伊都子：丘みつ子
- スナックマスター：藤村俊二
- 友子（スナック従業員）：梅田智子
- 校長：高桐真
- 津村咲子教頭：大塚道子
- 久保田先生：香川明子
- 鈴木久一（ゴリ先生）：伴淳三郎
- 鈴木百合子（久一の娘）：岡崎友紀
- 小島先生：峯京子
- 大西先生：猪野剛太郎
- 川本先生：大野しげひさ
- 矢沢夫人：塩沢とき
- 石原夫人：新草恵子
- 太一：田中邦衛
- きく：園佳也子
- 石本記者：寺田農
- 平吉：由利徹
- 小出：袋正
- 上野：山田はるみ
- 青木洋一（伊都子の弟）：永久勲雄
- 秋江：斉藤夏賀里
- 川島誠一：和栗正明
- 愛子：星千秋
- 稔：山瀬洋
- 真理子：星純子
- 英樹：宮廻夏穂
- 伊藤：日恵野晃
- その他：芸プロ

## スタッフ
- 企画：大広
- 脚本：高橋玄洋
- 演出：柴田敏行（1話～25話）、佐藤勝（最終回のみ）
- 制作：NET、東宝

## サブタイトル
1. 1974年10月5日 「塾はやめろ!」
2. 1974年10月12日 「そんなばかな!」
3. 1974年10月19日 「うんどうかい!」
4. 1974年10月26日 「先生も人間だ!」
5. 1974年11月2日 「障子に目あり!」
6. 1974年11月9日 「教師の限界あたってくだけろ!」
7. 1974年11月16日 「セックス教育それも先生のやくめ!?」
8. 1974年11月23日 「ストライキ、先生はきらい!」
9. 1974年11月30日 「リコール、裏切り者は消せ!」
10. 1974年12月7日 「教師はつらい、プレゼント・リベート・アルバイト!」
11. 1974年12月14日 「オール5つけちゃなぜ悪い!」
12. 1974年12月21日 「女の先生はもうけっこう!」
13. 1974年12月28日 「先生、やめないで!」
14. 1975年1月4日 「日の丸・君が代・新年会」
15. 1975年1月11日 「先生もめしのタネだ!」
16. 1975年1月18日 「先生に点をつけろ!」
17. 1975年1月25日 「私だって先生になれる!」
18. 1975年2月1日 「両親教室」
19. 1975年2月8日 「しんまい先生奮戦記!!」
20. 1975年2月15日 「誰のために給食はある!」
21. 1975年2月22日 「うちの子に限って!」
22. 1975年3月1日 「欲しい先生、いらない先生」
23. 1975年3月8日 「先生は忙し過ぎる!」
24. 1975年3月15日 「お仕置きの限界!」
25. 1975年3月22日 「担任あたりはずれ」
26. 1975年3月29日 「仰げば尊し」

## その後
- 次番組はバラエティ番組『宮田輝の日本縦断 ふるさと』となったため、1967年1月7日開始の時代劇『素浪人 月影兵庫』（第2シリーズ）以来8年3ヶ月続いたドラマ路線、および1971年10月9日開始の『ターゲットメン』以来、3年半続いた現代劇路線[4]は中断、これに伴い、現代劇路線は金曜21時枠に移動し、『ザ★ゴリラ7』を開始、更に制作の東宝は水曜21時枠に移動し、『鬼平犯科帳』（丹波哲郎主演版）を開始する。
- そしてNET→テレビ朝日の土曜20時枠でドラマが再開するのは、『ふるさと』終了後の1976年1月17日に開始した海外作品『刑事バレッタ』（第1シーズン）、国産作品では同年10月16日開始の時代劇『五街道まっしぐら!』、そして現代劇は更に後の1999年4月17日開始の『サタデードラマ プリズンホテル』である。
- 一方、本作終了2日後の1975年3月31日に、いわゆる「腸捻転解消」が行われ、当時NETとネットを組んでいた毎日放送はTBS系列に移動し、『8時だョ!全員集合』（TBS制作）をネットする。そして、毎日放送で土曜20時枠にドラマが放送されるのは、テレビ朝日よりもずっと後の2008年4月19日に開始した『ROOKIES』（TBS制作）からである。